# Björn mackó kalandjai
A Björn mackó kalandjai (eredeti cím: Nasse) 2004-ben indult svéd–magyar–német televíziós rajzfilmsorozat, amelynek az írói Sven Nordqvist és Lena Ollmark, a rendezője Christian Ryltenius, a producerei Claes Dietmann és Erkel András. A tévéfilmsorozat a Happy Life Animation és a Varga Studio gyártásában készült, a Klub Publising forgalmazásában jelent meg. Műfaját tekintve oktató filmvígjáték-sorozat. Svédországban 2004-ben tűzték műsorra. Magyarországon az RTL Klub vetítette a Kölyökklub című műsorblokkban, valamint támogatója, és készítésében több magyar is részt vett.

## Ismertető
A történet egy mackóról szól, aki gyakran mesterkedik. Sokszor talál egy érdekes tárgyat, amelynek funkcióját még nem ismeri. A szomszédai és barátai segítenek neki, a tárgyak helyes használatában. Több barátjától kap ismeretet, amelynek során végül mindig megismer egy új dolgot. Nagyon sok segítség kell neki, mire megtanulja a tárgyak pontos használatát. A pontos használatot is nehezen tudják neki elmagyarázni. Nagy nehezen egyedül jön rá a végén, hogyan kell használni pontosan a tárgyat.

## Érdekesség
Björn mackó még sokszor nem ismeri az olyan tárgyak funkcióját, amelynek használata legtöbbször mindenki számára alapvető. A barátai is gyakran kevés idejük miatt nem mondják el tisztán a használatát, csak egy-egy funkcióját. Björn mackó végül maga jön rá több funkciót megismerve, hogy kell használni azt a tárgyat. Björn mackó először sokszor másra akar használni egy tárgyat, mint amire valójában való az a tárgy és néha ha meg is ismeri, akkor sem az epizód végén nem megfelelően akarja használni. Példák: A zoknit a fülén használta. A bőröndökkel a domboldalon csúszkált. A talicskát arra használta, hogy valaki beleül és szállítja. Az esernyőt fejjel lefele tartotta hóesésben. A porszívót udvaron használta. A tortával tortadobálósat játszott. A függőágyat csak egy fára tette és a tetejét lehajtva kötötte össze. A kerékpárt lefele tartva alma pattintásra használta, hogy az alma a kosárba menjen. Az álszakállat orrsapkának tekintette.

## Szereplők
| Szereplő            | Magyar hang             | Leírás                                                                |
| ------------------- | ----------------------- | --------------------------------------------------------------------- |
| Björn mackó         | Sótonyi Gábor           | Pocakos mackó, nagyon kevés még az ismerete a tárgyak használatáról.  |
| Szélvész            | Jelinek Márk            | Björn mackó legjobb barátja, szeret triciklizni.                      |
| Nyuszik             | Mánya Zsófi Haagen Imre | Björn mackó barátai, szeretnek játszani, van egy kis csínytevésük is. |
| Tűzvirág            | Kapu Hajni              | Björn mackó barátja, szeret ugrándozni.                               |
| Szerelőnő           | Simon Eszter            | Jól ért bizonyos dolgok megjavításához.                               |
| Elegáns hölgy       | Grúber Zita             | Egy gyapjú bundája van, szépen öltözködik.                            |
| Pamutmama           | Bókai Mária             | Szeret kötni, jól ért a kötéshez.                                     |
| Öregasszony         | Várnagy Kati            | Sétabottal jár, olykor haragos.                                       |
| Kutyás papa         | Várday Zoltán           | Nagyon szeret kutyát sétáltatni, több kutyája is van.                 |
| Tanár úr            | Fehér Péter             | Sok ismerete van, gyakran siet.                                       |
| Zöldséges           | Kajtár Róbert           | Gyümölcsöt és zöldséget árul a boltban, és szeret festeni is.         |
| Almás gazda         | ?                       | Kertben dolgozik, sok almát gyűjt.                                    |
| Rádiós ember        | Galbenisz Tomasz        | Szeret rádiót hallgatni, jól ért az elektronikai dolgokhoz.           |
| Tájékozódási futó   | Varga Rókus             | Szeret futni, sokat sportol.                                          |
| Birkózóember        | Stern Dániel            | Nagyon erős, szeret súlyt emelni.                                     |
| Rendőre             | Katona Zoltán           | Vigyáz a rendre, olykor szigorú.                                      |
| Fáradt jávorszarvas | ?                       | Szeret aludni, olykor fáradt.                                         |
| Télapó              | ?                       | A télen eljön, és meglátogatja Björn mackót, a barátaival együtt.     |

## Epizódok
1. Björn mackó és az ásó
2. Björn mackó segít!
3. Björn mackó és a kötél
4. Björn mackó és a függőágy
5. Björn mackó és a szék
6. Björn mackó és a talicska
7. Björn mackó és a fásli
8. Björn mackó és az idő
9. Björn mackó és az árnyék
10. Björn mackó és a bőröndök
11. Björn mackó és az esernyő
12. Björn mackó és a sisak
13. Björn mackó és a zokni
14. Björn mackó és a pumpa
15. Björn mackó és az elemlámpa
16. Björn mackó és a párna
17. Björn mackó és a könyv
18. Björn mackó és a mágnes
19. Björn mackó és a porszívó
20. Björn mackó és a kerékpár
21. Björn mackó és a térkép
22. Björn mackó és a zsírkréták
23. Björn mackó és a létra
24. Björn mackó és a torta
25. Björn mackó és a lekvárosüveg
26. Björn mackó és a locsolókanna
27. Björn mackó és a furulya
28. Björn mackó és a súlyzó
29. Björn mackó és a lufik
30. Björn mackó és a harmonika
31. Björn mackó és a korcsolya
32. Björn mackó és a sílécek
33. Björn mackó és a tükör
34. Björn mackó és a fényképezőgép
35. Björn mackó és a deszka
36. Björn mackó és a sárkány
37. Björn mackó és a vesszőseprű
38. Björn mackó és a karácsony
39. Björn mackó és a kalapács